# 崔玉貴
崔玉貴（1860年 - 1926年）は、清朝末期の宦官である。養父は西太后の弟である承恩公桂祥（グイシャン）であった。

## 生涯

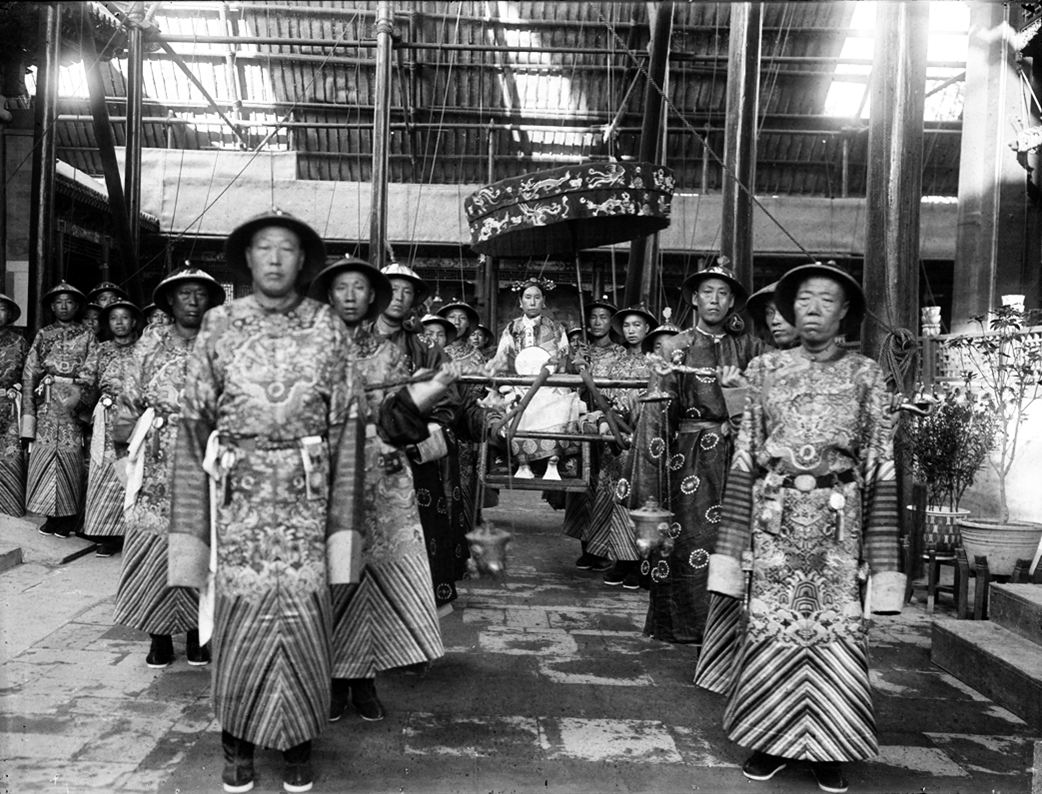
頤和園仁寿殿前で輿に乗る西太后。前列左が崔玉貴。前列右が李連英。

崔玉貴は直隷河間市崔張吉村（現在の河北省大城県）に生まれ、12歳で浄身し、北京へ上京した。当初は慶王府に仕えていたが、その後、宮中劇団において優れた武功が評判となり、宮殿内の昇平府歌劇団での活動を推薦された。そこで演劇を好む西太后の目にとまり、寵愛を受けて第二総管へと出世した。
1900年の義和団事件において、八カ国連合軍が北京に侵攻した際、西太后の命により、光緒帝の寵妃である珍妃を井戸へ落として殺害した。この件に対し光緒帝は激怒したものの、崔玉貴は本来死罪となるはずであったが、死罪を免れた。彼は第二総管の職を解かれ、慶王府に戻されたものの、程なくして紫禁城の西太后のもとへと戻された。
1908年に光緒帝と西太后が相次いで死去した後、崔玉貴は紫禁城を出て、弟子である宦官たちと寺に住んだ。彼は1926年に壊疽により死去した。